# Municipio de Center (condado de Carroll)
El municipio de Center (en inglés: Center Township) es un municipio ubicado en el condado de Carroll en el estado estadounidense de Ohio. En el año 2010 tenía una población de 4664 habitantes y una densidad poblacional de 121,47 personas por km².

## Geografía
El municipio de Center se encuentra ubicado en las coordenadas 40°34′42″N 81°4′25″O / 40.57833, -81.07361. Según la Oficina del Censo de los Estados Unidos, el municipio tiene una superficie total de 38.4 km², de la cual 38,4 km² corresponden a tierra firme y (0 %) 0 km² es agua.

## Demografía
Según el censo de 2010, había 4664 personas residiendo en el municipio de Center. La densidad de población era de 121,47 hab./km². De los 4664 habitantes, el municipio de Center estaba compuesto por el 98,09 % blancos, el 0,3 % eran afroamericanos, el 0,06 % eran amerindios, el 0,36 % eran asiáticos, el 0,13 % eran de otras razas y el 1,05 % eran de una mezcla de razas. Del total de la población el 0,88 % eran hispanos o latinos de cualquier raza.